# Felix Fechenbach
Felix Fechenbach (Bad Mergentheim, 28 de enero de 1894 - Detmold, 7 de agosto de 1933) fue un periodista, poeta y activista político alemán y judío, asesinado por los nazis.

## Biografía
Nació en Bad Mergentheim, hijo de un panadero, y trabajó de joven en una tienda de zapatos. Cursó sus estudios básicos en Wurzburgo hasta 1910. En 1911 trabajó en Fráncfort del Meno pero fue despedido por haber encabezado una huelga contra el trabajo no remunerado. Desde 1912 hasta 1914 fue secretario de partido del SPD en Múnich, y más tarde fue nombrado Secretario de Estado (1918/1919). Durante la Primera Guerra Mundial fue un pacifista y, poco después de que acabara, trabajó como secretario de Kurt Eisner, el primer ministro.
En 1922 fue encarcelado por su trabajo en la República Soviética de Baviera (Münchner Räterepublik) y permaneció en prisión hasta 1924, año en que fue absuelto oficialmente. Luego se fue a Berlín y trabajó para el periódico infantil Kinderfreunde; criticaba al SPD mediante sus historias para niños, aunque seguía siendo miembro del partido.
En 1929, ingresó como editor en el periódico Volksblatt del SPD, en Detmold. El 11 de marzo de 1933 volvió a ser encarcelado por el nuevo gobierno nazi por sus actividades antifascistas, y finalmente, el 7 de agosto del mismo año, fue asesinado por las SS en un bosque cercano a Detmold y Warburg mientras era transportado al campo de concentración de Dachau. La Felix-Fechenbach-Gesamtschule Leopoldshöhe fue nombrada en su honor.